# Roskilde Amt

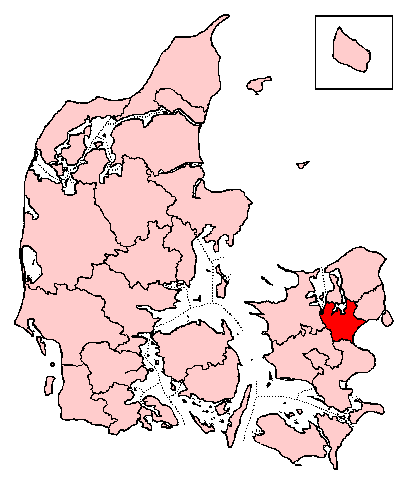
Roskilde Amt tussen 1793 en 1808, daarna amtsraadkrets

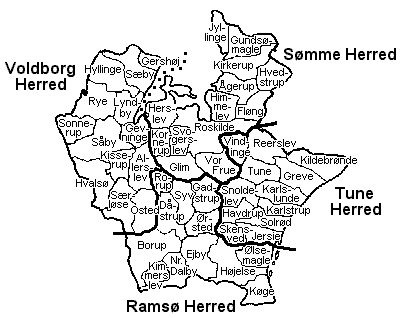
Roskilde Amt 1793-1808

Roskilde Amt was tussen 1793 en 1808 een amt in Denemarken. Hoewel het in 1808 bij Kopenhagen Amt werd gevoegd bleef het wel bestaan als amtsraadskreds. In 1970, bij de bestuurlijke reorganisatie, werd het historisch amt vrijwel volledig opgenomen in de nieuwe provincie Roskilde.

## Herreder
Van de herreder in Kopenhagen Amt maakten er vier eerder deel van Roskilde. Deze bleven na 1808 bestuurlijk deel van het amtsraadskreds Roskilde, samen met de steden Roskilde en Køge.
- Ramsø Herred
- Sømme Herred
- Tune Herred
- Voldborg Herred